# FIRA Trophy 1987-89
El FIRA Trophy de la temporada  1987-89  fue la 14° edición con esta denominación y la 27° temporada del segundo torneo en importancia de rugby en Europa, luego del Torneo de las Seis Naciones.

## FIRA Trophy
| Lugar | Selección       | Partidos | Partidos | Partidos  | Partidos | Puntos  | Puntos    | Puntos | Tabla de puntos |
| Lugar | Selección       | Jugados  | Ganados  | Empatados | Perdidos | A favor | En contra | dif.   | Tabla de puntos |
| ----- | --------------- | -------- | -------- | --------- | -------- | ------- | --------- | ------ | --------------- |
| 1     | Francia         | 8        | 7        | 0         | 1        | 241     | 92        | +149   | 22              |
| 2     | Unión Soviética | 8        | 6        | 0         | 2        | 117     | 104       | +13    | 18              |
| 3     | Rumania         | 8        | 5        | 0         | 3        | 117     | 128       | -11    | 18              |
| 4     | Italia          | 8        | 2        | 0         | 6        | 95      | 148       | -53    | 12              |
| 5     | España          | 8        | 0        | 0         | 8        | 93      | 191       | -98    | 10              |

| Bandera de Francia      |
| Campeón Francia         |
| Vigésimo segundo título |

## Segunda División

### Grupo A
| Lugar | Selección      | Partidos | Partidos | Partidos  | Partidos | Puntos  | Puntos    | Puntos | Tabla de puntos |
| Lugar | Selección      | Jugados  | Ganados  | Empatados | Perdidos | A favor | En contra | dif.   | Tabla de puntos |
| ----- | -------------- | -------- | -------- | --------- | -------- | ------- | --------- | ------ | --------------- |
| 1     | Polonia        | 6        | 6        | 0         | 0        | 126     | 49        | +77    | 18              |
| 2     | Marruecos      | 6        | 2        | 1         | 3        | 47      | 66        | -19    | 11              |
| 3     | Checoslovaquia | 6        | 2        | 0         | 4        | 78      | 96        | -18    | 10              |
| 4     | Túnez          | 6        | 2        | 0         | 5        | 37      | 116       | -79    | 8               |

### Grupo B
| Lugar | Selección    | Partidos | Partidos | Partidos  | Partidos | Puntos  | Puntos    | Puntos | Tabla de puntos |
| Lugar | Selección    | Jugados  | Ganados  | Empatados | Perdidos | A favor | En contra | dif.   | Tabla de puntos |
| ----- | ------------ | -------- | -------- | --------- | -------- | ------- | --------- | ------ | --------------- |
| 1     | Bélgica      | 8        | 6        | 1         | 1        | 155     | 103       | +52    | 21              |
| 2     | RFA          | 8        | 5        | 0         | 3        | 139     | 95        | +44    | 18              |
| 3     | Portugal     | 8        | 4        | 1         | 3        | 118     | 117       | +1     | 17              |
| 4     | Países Bajos | 8        | 3        | 0         | 5        | 111     | 115       | -4     | 14              |
| 5     | Yugoslavia   | 8        | 1        | 0         | 7        | 66      | 159       | -93    | 10              |

### Final
| 29 de octubre de 1989 | Polonia | 25 - 23 | Bélgica |  |  |

| Bandera de Polonia |
| Campeón Polonia    |
| Quinto título      |

## Tercera División
| Lugar | Selección  | Partidos | Partidos | Partidos  | Partidos | Puntos  | Puntos    | Puntos | Tabla de puntos |
| Lugar | Selección  | Jugados  | Ganados  | Empatados | Perdidos | A favor | En contra | dif.   | Tabla de puntos |
| ----- | ---------- | -------- | -------- | --------- | -------- | ------- | --------- | ------ | --------------- |
| 1     | Bulgaria   | 4        | 4        | 0         | 0        | 78      | 21        | +57    | 12              |
| 2     | Andorra    | 4        | 1        | 0         | 3        | 43      | 64        | -21    | 6               |
| 3     | Luxemburgo | 4        | 1        | 0         | 3        | 21      | 57        | -36    | 6               |

| Bandera de Bulgaria |
| Campeón Bulgaria    |
| Primer título       |